# فیشر (ویرجینیای غربی)
فیشر (به انگلیسی: Fisher) یک منطقهٔ مسکونی در ایالات متحده آمریکا است که در شهرستان هاردی، ویرجینیای غربی واقع شده‌است.